# Carol Channing
Carol Channing (Seattle, 31 de janeiro de 1921 - Rancho Mirage, 15 de janeiro de 2019) foi uma atriz, cantora e comediante estadunidense. Vencedora do Tony Award de melhor atriz em um musical por Hello, Dolly!, ela foi indicada ao Oscar e ganhou um Globo de Ouro por sua performance em Positivamente Millie (1967). Em 1971, Channing ganhou o prêmio de Mulher do Ano concebido pela sociedade Hasty Pudding Theatricals da Universidade Harvard. 

## Filmografia
| Ano  | Título                                                  | Papel              | Nota(s)                                                                                |
| ---- | ------------------------------------------------------- | ------------------ | -------------------------------------------------------------------------------------- |
| 1950 | Paid in Full                                            | Mrs. Peters        |                                                                                        |
| 1956 | The First Traveling Saleslady                           | Molly Wade         |                                                                                        |
| 1967 | All About People                                        | narradora          | curta-metragem                                                                         |
| 1967 | Thoroughly Modern Millie                                | Muzzy Van Hossmere | Globo de Ouro de melhor atriz coadjuvante Indicada - Óscar de melhor atriz coadjuvante |
| 1968 | Skidoo                                                  | Flo Banks          |                                                                                        |
| 1971 | Shinbone Alley                                          | Mehitabel          | voz                                                                                    |
| 1978 | Sgt. Pepper's Lonely Hearts Club Band                   | convidada          | participação especial                                                                  |
| 1990 | Happily Ever After                                      | Muddy              | voz                                                                                    |
| 1994 | Thumbelina                                              | Ms. Fieldmouse     | voz                                                                                    |
| 1998 | Homo Heights                                            | ela mesma          |                                                                                        |
| 1998 | The Brave Little Toaster Goes to Mars                   | Fanny              | voz                                                                                    |
| 2003 | Broadway: The Golden Age, by the Legends Who Were There | ela mesma          |                                                                                        |
| 2011 | Carol Channing: Larger Than Life                        | ela mesma          | documentário                                                                           |